# Erbnamensitte
Die Erbnamensitte ist eine regionale, vor allem linksrheinisch verbreitete, traditionelle Konvention für die Rangfolge, in der in einer Familie die Namen bzw. Vornamen der Vorfahren an die nachfolgenden Generationen weitergegeben werden. Sie entwickelte sich aus der Vorstellung, dass die Ahnen in ihren Nachfahren weiterleben.
Nach der Erbnamensitte werden die Kinder einer Familie in folgender Reihenfolge benannt:
- Der 1. Sohn erhält den (Vor-)Namen des Großvaters väterlicherseits.
- Der 2. Sohn erhält den (Vor-)Namen des Großvaters mütterlicherseits.
- Die 1. Tochter erhält den (Vor-)Namen der Großmutter mütterlicherseits.
- Die 2. Tochter erhält den (Vor-)Namen der Großmutter väterlicherseits.
- Die Vornamen verstorbener Kinder werden wiederholt, sprich: erneut an das nächstgeborene Kind gleichen Geschlechts vergeben.

Die Erbnamensitte ist regional und konfessionell sowohl unterschiedlich stark verbreitet als auch von unterschiedlicher Ausprägung. So werden mancherorts beispielsweise die Namen verstorbener Geschwister der Eltern vor den Namen der Großeltern weitergegeben, da die toten Tanten und Onkel des Kindes ihren Namen nicht mehr selbst vererben konnten.
Im 17. Jahrhundert hatte die katholische Kirche in den von ihr dominierten Regionen mit Nachdruck versucht, die Erbnamensitte durch eine Patennamensitte abzulösen. Um die Erbnamensitte dennoch weiterführen zu können, wählten die Eltern dann einen Taufpaten, der den nach der Erbnamensitte notwendigen Vornamen trug (Krypto-Erbnamensitte). Nichtsdestoweniger wurde die Patennamensitte mit der Zeit zur weit häufigeren Namenssitte, und zwar meist unabhängig sowohl vom konfessionellen Hintergrund der jeweiligen Familie als auch von deren gesellschaftlichem Stand. Seit spätestens Ende des 20. Jahrhunderts ist jedoch auch die Patennamensitte aus der Mode geraten.